# Portada/article abril 27

## Nova York
Nova York (en anglès i oficialment New York City) és la ciutat més poblada de l'estat de Nova York, als Estats Units d'Amèrica, i la segona aglomeració urbana del continent. És el centre de l'àrea metropolitana de Nova York, la qual és entre les aglomeracions urbanes més grans del món. Durant més d'un segle ha estat un dels principals centres mundials de comerç i finances. Nova York és considerada com una ciutat global a causa de les seves influències a nivell mundial en els mitjans de comunicació, en la política, en l'educació, en l'entreteniment i en la moda. La influència artística i cultural de la ciutat és de les més fortes del país; a més a més, s'hi troba la Seu de les Nacions Unides, la qual cosa la converteix en un important punt de relacions internacionals.